# Mangrove Nine
Les Mangrove Nine (les neuf du Mangrove) sont un groupe de militants noirs britanniques jugés pour avoir incité à l'émeute lors d'une manifestation en 1970 contre le harcèlement policier dont le restaurant Mangrove, un établissement caribéen de Notting Hill, dans l'ouest de Londres, était régulièrement la cible. Le procès intenté contre ce groupe a duré 55 jours ; les neuf militants ont contesté à cette occasion la légitimité du processus judiciaire britannique. Ils ont tous été acquittés des accusations les plus graves et le procès est devenu la première reconnaissance judiciaire d'un comportement motivé par la haine raciale au sein de la Metropolitan Police. La notoriété du mouvement des British Black Panthers (Panthères noires britanniques), mouvement de lutte contre les discriminations raciales au Royaume-Uni, impliqué dans ce procès, a atteint alors son apogée.

## Marche sur Portnall Road

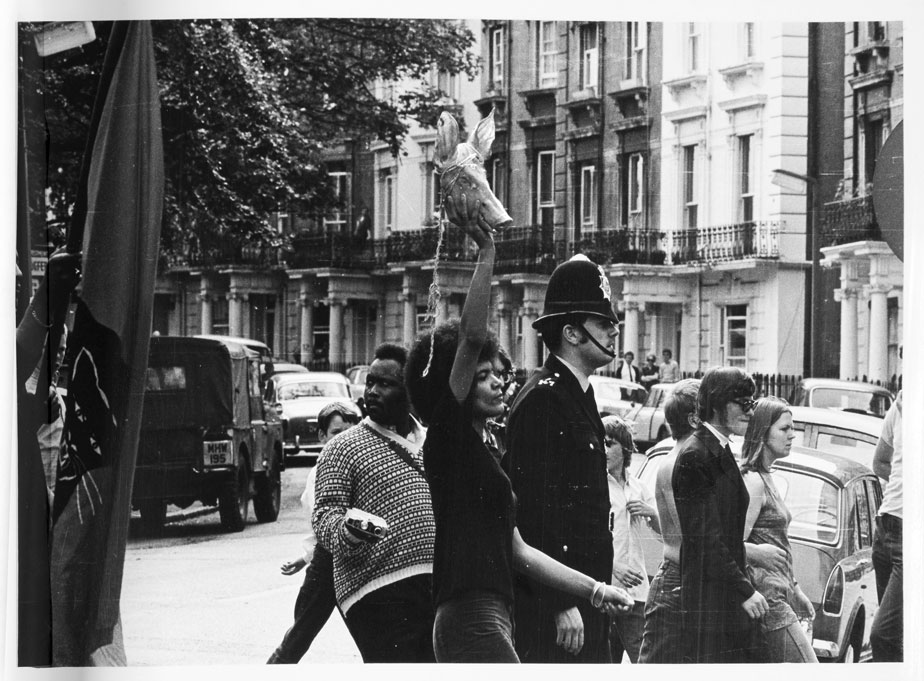
lors de la manifestation du 9 août 1970

The Mangrove, ouvert en 1968 par le militant Frank Crichlow (en), était un espace de rencontre important pour la communauté noire de la région de Notting Hill, y compris pour les intellectuels noirs et les militants. Il fait l'objet de descentes répétées de la police, au motif de possession de drogue, malgré l'absence de preuves. En réaction, le 9 août 1970, la communauté noire a organisé une manifestation au cours de laquelle 150 personnes ont défilé jusqu'au poste de police local. Les violences entre la police et les manifestants ont conduit à une série d'arrestations. Après avoir envisagé diverses options, dont l'incitation à la haine raciale en vertu de la loi sur les relations entre les races et l'expulsion en vertu des nouvelles règles d'immigration, ils ont été jugés pour incitation à l'émeute. L'affaire a été rejetée par le magistrat qui présidait, qui a estimé que les preuves fournies par douze officiers de police montraient qu'ils assimilaient le radicalisme noir à une intention criminelle  , mais le Director of Public Prosecutions a rétabli les charges et les neuf militants ont été de nouveau arrêtés lors d'une série de raids à l'aube.

## Liste des neuf militants
1. Barbara Beese (en)
2. Rupert Boyce
3. Frank Crichlow (en)
4. Rhodan Gordon (en)
5. Darcus Howe (en)
6. Anthony Innis
7. Altheia Jones-LeCointe (en)
8. Rothwell Kentish
9. Godfrey Millett

## Procès
Contrairement aux précédents procès intentés contre les Panthères noires britanniques, les accusés ont décidé de ne pas adopter les tactiques juridiques traditionnelles. D'abord, deux d'entre eux, Jones-LeCointe et Howe, ont choisi de se défendre eux-mêmes. Une deuxième nouveauté a consisté à demander que le procès soit entendu par un jury exclusivement noir, une tactique qu'ils ont empruntée à des procès aux États-Unis où des militants américains du Black Power avaient invoqué le 14e amendement accordant une protection égale devant la loi. Dans le cas présent, la revendication était fondée sur les droits consacrés par la Magna Carta à un procès par ses pairs. Cet argument n'a pas été accepté. Toutefois, après avoir rejeté un total de 63 candidats jurés, les défendeurs se sont finalement assurés que deux des douze jurés étaient noirs. En demandant aux candidats ce qu'ils entendaient par l'expression 
«black power», les accusés ont imprimé leur propre marque politique à ce qui était une procédure judiciaire. Au fur et à mesure que des preuves sont apparues, l'affaire a attiré l'attention sur les allégations de brutalité et de racisme au sein de la police métropolitaine. Après un procès de 55 jours et une délibération du jury de plus de huit heures, tous ont été blanchis de l'accusation principale : incitation à l'émeute. Rupert Boyce, Rhodan Gordon, Anthony Innis et Altheia Jones-Lecointe ont été condamnés à des peines avec sursis pour des infractions moins graves, notamment des bavures et des agressions contre des policiers.

## Postérité
Dans son résumé, le juge Edward Clarke c.r., a déclaré que le procès avait « malheureusement montré des preuves de haine raciale des deux côtés », une déclaration que la Metropolitan Police a tenté, sans succès, de faire retirer. Le procès a été très important, car il s'agissait de la première reconnaissance judiciaire des préjugés raciaux au sein de la Metropolitan Police, et il a inspiré d'autres militants des droits civiques cherchant à s'attaquer à l'establishment juridique. Il a également conduit le gouvernement à modifier les procédures relatives à la constitution des jurys afin de rendre plus difficile pour les défendeurs de les influencer.
Le juge Ian Macdonald c.r. a écrit dans Race Today : « Le procès des Mangrove Nine a marqué un tournant, car nous avons appris par l'expérience comment affronter le pouvoir du tribunal, parce que les défendeurs ont refusé de jouer le rôle de « victime » et de s'en remettre à la soi-disant « expertise » de l'avocat. Une fois que vous reconnaissez le défendeur comme un être humain qui s'affirme, tout doit changer au tribunal. Le pouvoir et le rôle des avocats - le plaidoyer et la préparation des dossiers... Ce que tous les avocats radicaux doivent décider, c'est s'ils veulent conserver leur part du gâteau traditionnel des avocats ou participer à une nouvelle expérience audacieuse ».

### Au cinéma
Le film documentaire de Franco Rosso et John La Rose , The Mangrove Nine, sorti en 1973, comprend des entretiens avec les accusés enregistrés avant les verdicts définitifs.
Un drame de la BBC sur les Mangrove Nine appelé Mangrove, qui fait partie de l'anthologie Small Axe dirigée par Steve McQueen, a été présenté en avant-première au Festival du film de New York 2020 en septembre 2020,.